# Jörgen Jönsson
Ulf Peter Jörgen Jönsson (ur. 29 września 1972 w Ängelholm) – szwedzki hokeista, reprezentant Szwecji, czterokrotny olimpijczyk. Działacz i trener hokejowy.
Jego brat Kenny (ur. 1974) także był hokeistą.

## Kariera klubowa
- Rögle BK (1989–1995)
- Färjestad (1995–1999)
- New York Islanders (1999–2000)
- Anaheim Ducks (2000)
- Färjestad (2000–2009)

Wychowanek klubu Rögle BK. W drafcie NHL z 1994 został wybrany przez Calgary Flames, jednak kolejne lata grał w Szwecji w klubie Färjestad. Do USA wyjechał w 1999 i grał tam przez rok w NHL w barwach New York Islanders (wraz z bratem Kennym), a koniec sezonu w Anaheim Ducks. W 2000 powrócił do ojczyzny i przez kolejnych 9 sezonów grał w Färjestad (w większości jako kapitan drużyny). Szczególnie udany był dla niego sezon 2005/2006, gdy zdobył mistrzostwo Szwecji będąc najskuteczniejszym strzelcem w fazie play-off, a z reprezentacją mistrzostwo olimpijskie i mistrzostwo świata. W kwietniu 2009 zakończył karierę (w czerwcu 2009 tak samo uczynił Kenny)
Uczestniczył w turniejach zimowych igrzyskach olimpijskich 1994, 1998, 2002, 2006, mistrzostw świata w 1994, 1997, 1998, 1999, 2000, 2001, 2002, 2003, 2004, 2005, 2006, 2007 oraz Pucharu Świata 2004. W barwach Szwecji jest rekordzistą w liczbie występów w kadrze narodowej; poprzedni rekord - 273 - pobił w 2007 i następnie podniósł go do 285.
Bracia Kenny i Jörgen grali wspólnie w drużynie Rögle do 1994, następnie przez rok w Nowym Jorku w sezonie 1999/2000, a także w reprezentacji kraju.

## Kariera trenerska i menedżerska
Po zakończeniu kariery zawodniczej został trenerem w klubie Färjestad. Od 2009 do 2012 był asystentem trenera, a od 2012 menadżerem generalnym.

## Sukcesy

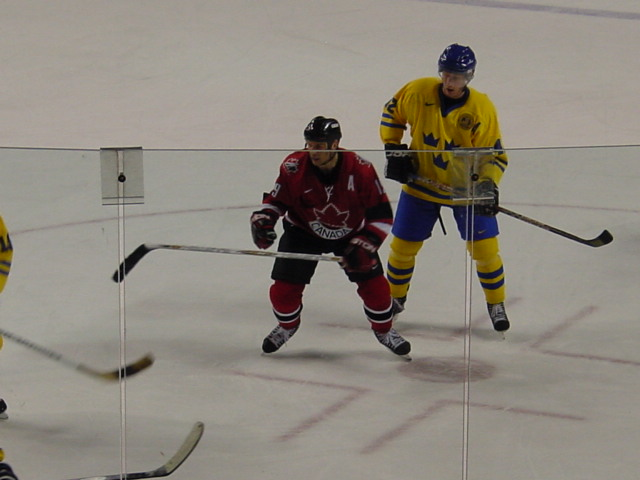
Jörgen Jönsson (z prawej) w barwach Szwecji podczas ZIO 2002. Obok Kanadyjczyk Steve Yzerman

Reprezentacyjne
- Złoty medal zimowych igrzysk olimpijskich: 1994, 2006
- Brązowy medal mistrzostw świata: 1994, 1999, 2001, 2002
- Srebrny medal mistrzostw świata: 1997, 2003, 2004
- Złoty medal mistrzostw świata: 1998, 2006

Klubowe
- Złoty medal TV-Pucken: 1988 z Ångermanland
- Awans do Elitserien: 1992 z Rögle
- Złoty medal mistrzostw Szwecji: 1997, 1998, 2002, 2006, 2009 z Färjestad
- Srebrny medal mistrzostw Szwecji: 2001, 2003, 2004, 2005 z Färjestad
- Puchar European Trophy: 2006 z Färjestad

Indywidualne
- Elitserien 1996/1997:
  - Pierwsze miejsce w klasyfikacji strzelców w fazie play-off: 9 goli
  - Pierwsze miejsce w klasyfikacji kanadyjskiej w fazie play-off: 14 punktów
  - Guldpucken (Złoty Krążek) - nagroda dla najlepszego zawodnika sezonu
- Elitserien 1997/1998:
  - Pierwsze miejsce w klasyfikacji asystentów w fazie play-off: 9 asyst
- Elitserien 2000/2001:
  - Pierwsze miejsce w klasyfikacji asystentów w fazie play-off: 12 asyst
  - Skład gwiazd
- Elitserien 2001/2002:
  - Pierwsze miejsce w klasyfikacji strzelców w sezonie zasadniczym: 22 gole
  - Gol decydujący o mistrzostwie
- Elitserien 2003/2004:
  - Skład gwiazd
- Elitserien 2005/2006:
  - Pierwsze miejsce w klasyfikacji strzelców w fazie play-off: 9 goli
  - Pierwsze miejsce w klasyfikacji kanadyjskiej w fazie play-off: 18 punktów
  - Skład gwiazd
- Elitserien 2008/2009:
  - Rinkens riddare - nagroda dla najuczciwszego zawodnika

Szkoleniowe
- Złoty medal mistrzostw Szwecji: 2013 z Färjestad

Rekordy
- Reprezentacja Szwecji: 
  - Liczba meczów: 285
- Färjestads BK:
  - Liczba tytułów mistrzostwa Szwecji: 5
  - Liczba punktów w klasyfikacji kanadyjskiej w fazie play-off pojedynczo: 18 (2005/2006)
  - Liczba goli w klasyfikacji strzelców w fazie play-off łącznie: 48
  - Liczba asyst w klasyfikacji asystentów w fazie play-off łącznie: 74
  - Liczba punktów w klasyfikacji kanadyjskiej w fazie play-off łącznie: 122
  - Liczba asyst w klasyfikacji asystentów łącznie: 347
  - Liczba punktów w klasyfikacji kanadyjskiej łącznie: 588

Wyróżnienia i upamiętnienia
- Numer 21, z którym występował, został zastrzeżony przez klub Färjestads BK dla zawodników drużyny
- Galeria Sławy szwedzkiego hokeja na lodzie: 2013
- Galeria Sławy IIHF: 2019[4][5]